# チカーノラップ
チカーノラップは、メキシコ系アメリカ人たちによるラップ・ミュージックのジャンルである。

## 概要
チカーノ（メキシコ系アメリカ人）・ラップは、ドクター・ドレーや、イージー・イーらのギャングスタ・ラップやGファンクに影響を受けて、発展していった。
黒人のギャングスタ・ラップとの相違点は、ファンクだけでなく、オールディーズのサンプリング多用が挙げられる。サンプ・レコードなどが紹介したローライダー文化の中で受け継がれてきたオールディーズ愛好の伝統は、1980年代からのチカーノラップにも受け継がれ、オールディーズをサンプリングした曲を使うチカーノ・ラッパーが多く見られた。

## 歴史
チカーノラッパーのオリジネイターの一人であり、最も有名なチカーノラッパーの一人とされているのが、キッド・フロスト（現フロスト）である。彼が1990年に発表したデビューアルバム「Hispanic Causing Panic」の先行シングルとしてリリースされた「La Raza」（ラ・ラーサ）は、スペイン語と英語のバイリンガルスタイル、いわゆるスパングリッシュを使用し話題になった。メロウ・マン・エース（彼はキューバ生まれ）は、「Mentirosa」（メンティローサ）により、チカーノの間で人気となった。
その後、1990年代前半には、ライター・シェイド・オヴ・ブラウンの「On A Sunday Afternoon（1992年）」と「Hey D.J.（1994年）」、N2ディープの「Back To The Hotel（1993年）」などのヒット曲が生まれた。また、スロウ・ペイン、ALT、アクセ・マーダー・ボーイズなどもチカーノである。女性のチカーナ・ラッパーとしては、JVらがいた。1990年代後半～2000年代初頭には、チカーノラップのレーベルが多く登場した。
地元ヴァレーホからのヒューストンに移住したベイビー・ビーシュ改めベイビー・バッシュが2004年に「シュガ・シュガ」をヒットさせるのと平行して、チカーノ系レーベルに所属するラッパーたちが注目され始めた。ロウ・プロファイルを代表するアーティストのミスター・サンチョ、自らのレーベル、ハイパワーを立ち上げ、オールディーズのアーティストとのコラボレーションもおこなったミスター・カポーン・E、プロデューサーフィンガズがほとんどの楽曲を手がけるリル・ロブなどが脚光を浴びた。また、アーバン・キングズは、Ms　Krazie、Mr.ナイトアウル、チノ・グランデ、ミジェット・ロコらのアルバムを発表した。このレーベルの作品には、チャーリー・ロウ・キャンポの「ストップ・スタジオ・ギャングスタ」というタイトルのアルバムもある 。他に、チカーノ・ラップ、チカーノ・ロック両方の音楽性を持つグループとして、カンフー・ヴァンパイアらも活動した。サイプレス・ヒルは一人がチカーノだが、他のメンバーはキューバやプエルトリコなどをルーツとしている。ラップ以外のチカーノ系ミュージシャンとしては、R&Bのティアラやロッキー・パディーヤがいる。サンタナやウォーのメンバーの一部もチカーノである。
- テキサス州

テキサス州ヒューストンでまず見るべきチカーノラップの潮流としては、SPMと彼のレーベル、ドープ・ハウスがある。SPM（サウス・パーク・メキシカン）は、94年にドープハウスを設立すると、地道にミックステープを売るなどしてファンの基盤を作り、この地域に覇権を築いた。彼自身やドープハウスに所属する他のアーティスト、ベイビー・バッシュ（ベイビー・ビーシュ）、グリム、ラッキー・ルチアーノ達は、同じ地元のスクリュード・アップ・クリックとの交流を持ち、彼等の音楽性を取り入れつつも、自らのチカーノ・ルーツも強調した音楽を作り上げた。この地域の他のチカーノラッパーとしては、チンゴ・ブリンらがいる。
- アリゾナ州

この地域のチカーノラッパーはそれほど多くは知られていないが、ナスティボーイ・クリックが97年にアルバムを発表している。このグループは、NBライダーズ、女性一人、男性二人のザ・ライダーズと名称を変更して活動し続けた。
- アリゾナ州

コロラド州デンバー
デュース・モブが活動した。

## レコード・レーベル
- サンプ・レコード
- アーバン・キングズ
- ドープ・ハウス・レコード
- ハイ・パワー・レコード
- ファミリア・レコード